# Tour de Colombie 1979
La 29e édition du Tour de Colombie a lieu du 24 avril au 6 mai 1979. Cette course est composée de quatorze étapes.
Après cinq d'années d'"expérimentation" et de désillusion, d'un abandon en 1974, alors qu'il était néophyte, aux podiums (troisième en 1977, deuxième en 1978, vainqueur en 1979), Alfonso Flórez remporte la course à étapes la plus importante de son pays.

## Classement général
Le classement des dix premiers au classement général :
| Classement final | Classement final          | Classement final | Classement final              | Classement final    |
|                  | Coureur                   | Pays             | Équipe                        | Temps               |
| ---------------- | ------------------------- | ---------------- | ----------------------------- | ------------------- |
| 1er              | Alfonso Flórez            | Colombie         | Freskola A                    | en 36 h 21 min 29 s |
| 2e               | Julio Alberto Rubiano     | Colombie         | Droguería Yaneth A            | à 45 s              |
| 3e               | José Patrocinio Jiménez   | Colombie         | Malta Andina                  | à 1 min 10 s        |
| 4e               | Rafael Antonio Niño       | Colombie         | Lotería Boyacá A              | à 3 min 2 s         |
| 5e               | Carlos Siachoque          | Colombie         | Droguería Yaneth A            | à 3 min 16 s        |
| 6e               | Juan de Dios Morales (es) | Colombie         | Pilsen Cervunión A            | à 3 min 46 s        |
| 7e               | Gonzalo Marín (es)        | Colombie         | Freskola A                    | à 3 min 52 s        |
| 8e               | Álvaro Pachón             | Colombie         | Lotería-Licorera Cundinamarca | à 4 min 22 s        |
| 9e               | Fabio de Jesús Arias      | Colombie         | Freskola B                    | à 6 min 25 s        |
| 10e              | Norberto Cáceres (es)     | Colombie         | Droguería Yaneth A            | à 6 min 37 s        |
| modifier         |                           |                  |                               |                     |